# 柏小磊
柏小磊（1985年9月4日—），是一名退役中国足球运动员。曾效力中国足球超级联赛球队北京国安，司职守门员。

## 俱乐部生涯
2001年，柏小磊进入由大连实德梯队组成的大连赛德隆参加中国足球乙级联赛。他担任球队主力门将孙寿博的替补，随队在该赛季升级到甲B联赛。2003年，他随队南迁珠海，并在2004赛季孙寿博转会到四川冠城之后成为球队一号门将，并帮助珠海中邦在该赛季获得联赛亚军，升级到中超联赛。2005年，珠海中邦迁往上海并改名为上海中邦。在该赛季，柏小磊的头号门将地位也被董雷所取代，在职业生涯的首个中超联赛赛季仅得到6次出场机会。
2006年，上海中邦被收购更名为上海联城，球队用柏小磊加现金的形式从中乙联赛球队哈尔滨毅腾交换得到王大雷。柏小磊在2006赛季中乙联赛帮助哈尔滨毅腾时隔12年后重返甲级联赛。 在2007赛季，虽然他的主力位置一度被刘殿座夺走，但最终仍获得15次联赛出场机会，帮助哈尔滨毅腾成功保级。
2008年，柏小磊以70万人民币的身价转会加盟另一支中甲球队南昌衡源。他在2008赛季是球队的二号门将，担任朱建敏的替补。2008年12月，柏小磊被南昌衡源列入挂牌名单中， 虽然转会失败，但也没有报名参加2009年中甲联赛。2010年，柏小磊回归已经升级到中超联赛的南昌衡源，一开始依然是球队的二号门将。但由于球队的主力门将程晓鹏状态不佳，他在7月份成为球队的主力门将， 并帮助球队保级成功。2011年，在刘殿座从哈尔滨毅腾加盟球队后，柏小磊再次成为二号门将。
2012年1月，由于杨智在第34届省港杯代表广东队出场比赛时受伤，遭遇门荒的北京国安在求购吴未果后，最终签入柏小磊。 他在赛季初期担任侯森的替补，直到2012年5月2日，他才在2012年亚足联冠军联赛小组赛第五轮北京国安主场2比3不敌蔚山现代的比赛上演在北京国安的首秀。7月份，随着杨智的伤愈复出，柏小磊成为球队的第三号门将，在2012赛季，他代表北京国安在2场亚冠联赛和1场足协杯比赛中出场。
2015年1月，柏小磊已自由身身份重返哈尔滨毅腾。

## 教练员生涯
2018-2019年，创办哈尔滨龙柏足球俱乐部，开始教练员生涯，获聘哈尔滨市河松小学校园足球总教练。
2020-至今，担任浙江职业足球俱乐部2007年龄段守门员教练。